# Roi-Namur
Roi-Namur är en ö i Marshallöarna.   Den ligger i kommunen Kwajalein, i den nordvästra delen av Marshallöarna, 500 km nordväst om huvudstaden Majuro. Arean är 2,0 kvadratkilometer.
Roi-Namur långtidshyrs av USA fram till år 2066. Området är en del av RTS Ronald Reagan Ballistic Missile Defense Test Site.
Terrängen på Roi-Namur är mycket platt. Öns högsta punkt är 12 meter över havet. Den sträcker sig 1,5 kilometer i nord-sydlig riktning, och 2,4 kilometer i öst-västlig riktning.